# Cappellone di San Giacomo della Marca
Il cappellone di San Giacomo della Marca è una cappella della chiesa di Santa Maria la Nova, a Napoli: ospita al suo interno i resti mortali di san Giacomo della Marca.

## Storia
Riutilizzando un edificio già esistente, nel 1504, come inciso su un bassorilievo in marmo posto nella fiancata laterale, viene costruito il cappellone di San Giacomo della Marca, dedicato originariamente anche a san Cristoforo, su disegno di Raimo Epifanio; per collegarlo alla chiesa di Santa Maria la Nova, di cui è cappella laterale, parte della stessa chiesa è stata modificata: infatti una cappella viene sfondata per creare l'accesso a quella di San Giacomo e due laterali vengono ridotte a semplici altarini; tali interventi non saranno più visibili dopo i lavori di ricostruzione della chiesa alla fine del XVI secolo.
Ceduto dai frati Minori al primo viceré di Napoli, Gonzalo Fernández de Córdoba, questo lo trasforma in una cappella gentilizia, conosciuta pure con l'appellativo di cappellone del Gran Capitano, consacrandola esclusivamente a san Giacomo della Marca: tra il 1634 ed il 1646 sono quindi effettuati lavori di restauro, seguiti da Cosimo Fanzago.

## Descrizione

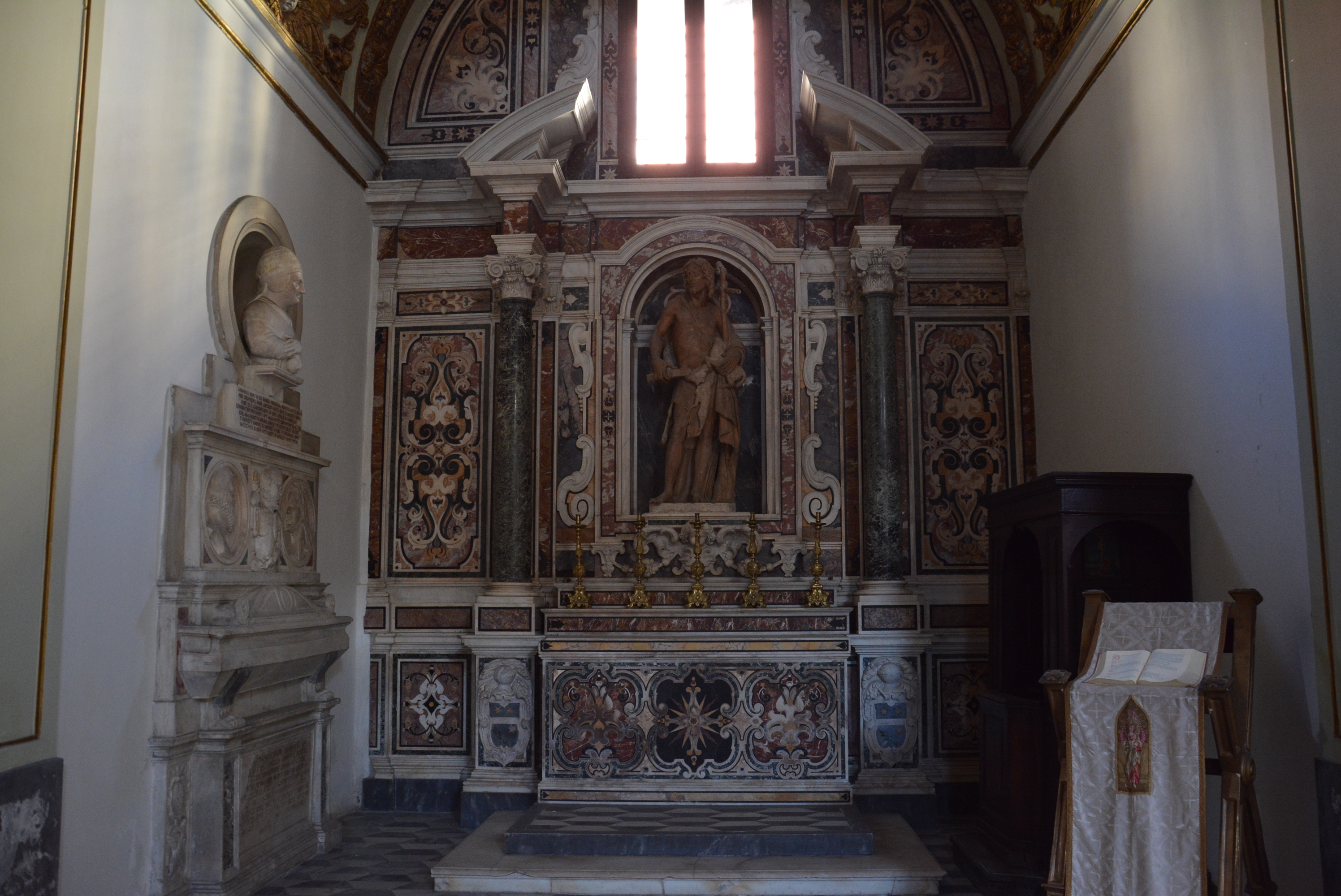
La cappella Parisio

Il cappellone di San Giacomo della Marca è la seconda cappella sul lato sinistro della navata della chiesa di Santa Maria la Nova: appena sopra il cancello d'ingresso è sospesa una tela di ignoto del XVII secolo raffigurante San Giacomo, mentre internamente si presenta a navata unica, con tre cappelle su ogni lato e pavimento in riggiole; nella controfacciata affresco di Paolo De Maio, Santi Antonio e Chiara adorano il Bambino Gesù, del 1774, e alla volta affreschi di Massimo Stanzione ritraenti San Giacomo in gloria, Scene della vita di San Giacomo e, agli angoli, Virtù. 
La prima cappella sul lato sinistro, di patronato della famiglia Gambardella dal 1658 e dedicata all'Ascensione di Gesù, presenta sull'altare un dipinto della Madonna della Purità di ignoto del XVI secolo o di Francesco De Maria, copia da un'opera di Luis de Morales posta nella basilica di San Paolo Maggiore: alle pareti Riposo dalla fuga in Egitto e Visitazione di Francesco De Maria, mentre gli affreschi presenti, Assunzione, Annunciazione e Sogno di Giuseppe sono di Giacinto de Popoli del 1660; le decorazioni in marmo sono di Giuseppe e Giovanni Gallo. La seconda cappella è di patronato dei Parisio e intitolata a Giovanni Battista: sull'altare statua di San Giovanni Battista di Pietro Bernini del XVII secolo e sulla parete di destra la tomba della famiglia Prignano; completano la cappella affreschi di Luca Giordano riguardanti Storie del Battista, come Decollazione del Battista, con firma apocrifa, Predica del Battista e Battesimo di Cristo, mentre le decorazioni in marmo sono di Andrea Malasoma, commissionati da Giannantonio Parisio. La terza cappella è intitolata a san Diego d'Alcalá ed è di patronato della famiglia D'Aquino: sull'altare statue di San Tommaso e Sant'Andrea ed ai lati monumenti sepolcrali dei D'Aquino, realizzati da Ercole Ferrata tra il 1641 ed il 1646; il resto delle decorazioni in marmo sono di Cosimo Fanzago e l'affresco sotto l'arco, Storie di san Diego d'Alcalá, dello Stanzione, del 1646. 

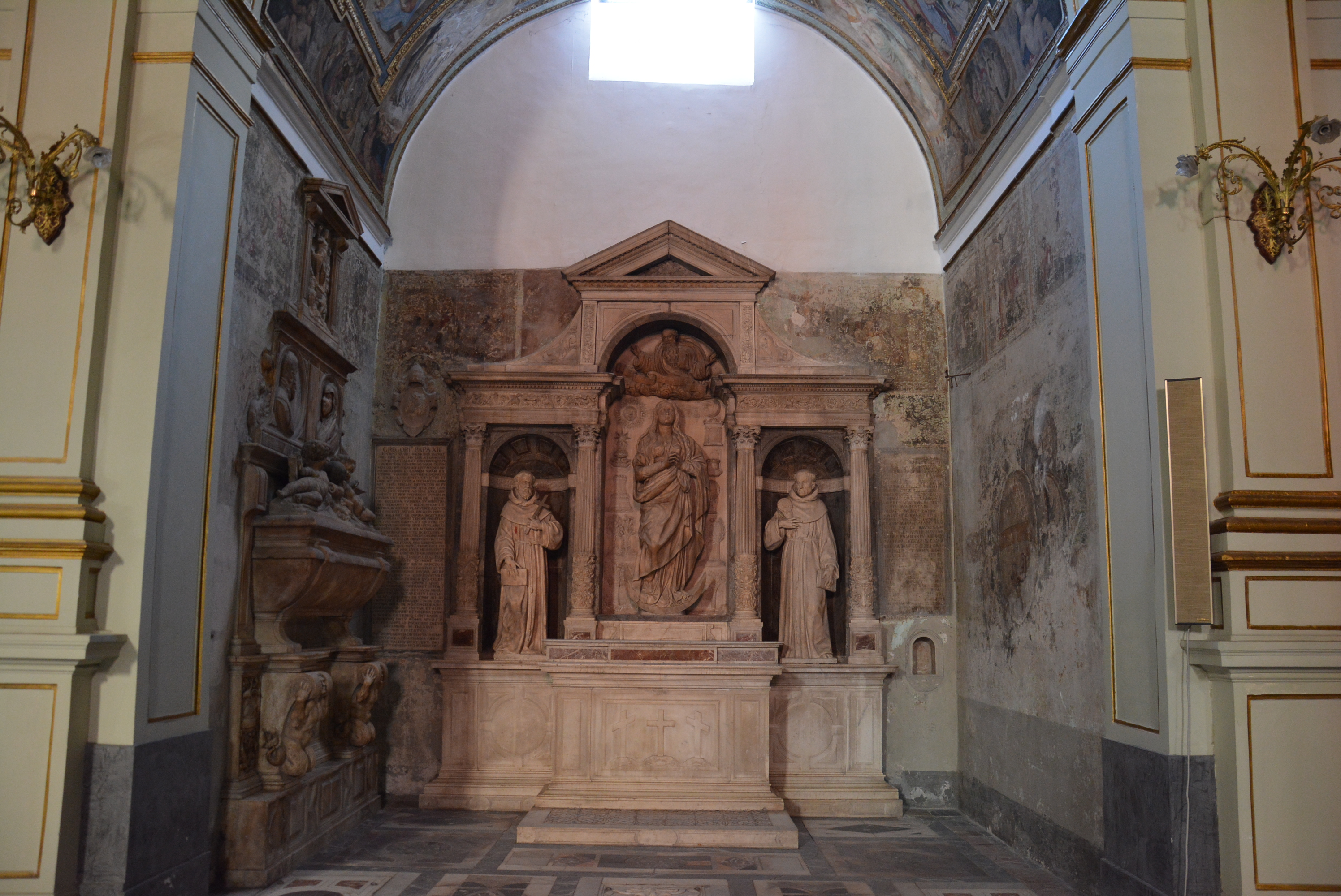
La cappella Turbolo

La prima cappella del lato destro è di patronato della famiglia De Rosa: sull'altare Natività di Leandro Bassano, sulla sinistra Nascita della Vergine di Giovanni Balducci e sulla destra Adorazione dei Magi di ignoto del XVI secolo; gli affreschi nella volta, realizzati durante i lavori di restauro del 1660 da Giacinto de Popoli, raffigurano Strage degli Innocenti, Annuncio ai pastori e Fuga in Egitto. La seconda cappella, della famiglia Turbolo, presenta statue in marmo di Immacolata tra i santi Francesco e Bernardino di Girolamo D'Auria, della fine del XVI secolo: a sinistra sepolcro di Bernardino Turbolo, che ne è lo stesso realizzatore, così come quello della moglie, Giovanna Rosa, posto nelle vicinanze, mentre gli affreschi nella volta, Storia della Vergine, sono di Silvestro Buono. La terza cappella è una piccola sagrestia: presenta alla parete un quadro di San Giacomo con alcuni confrati, mentre il pavimento, oltre a riggiole di manifattura giustinianea, ne custodisce alcune a soggetto mitologico.
L'altare maggiore, in marmo e creato per volere del cappellano Crisanto del Cilento nel 1626, è adornato con una tela centrale che raffigura il Beato Giacomo, di Francesco Glielmo del 1626, ed ai lati quattro dipinti attribuiti a Giovanni Battista Benaschi, ossia Beato Bernardino da Feltre, Santa Caterina d'Alessandria, San Giovanni da Capestrano e San Pietro d'Alcantara. Ai piedi dell'altare è posta l'urna contenente le spoglie di san Giacomo della Marca, precedentemente nella chiesa di Santa Maria la Nova e spostate nel cappellone intorno al 1576. Sempre ai piedi dell'altare, nei lati, sono poste due urne sepolcrali rispettivamente di Francesco da Cordova del 1690 e di Carlo Austriade del 1609, mentre alla base dell'arco trionfale sono i sepolcri di Odet de Foix e di Pietro Navarro, capitani della spedizione francese del 1528 per la riconquista del regno di Napoli, realizzati da Annibale Caccavello tra il 1550 ed il 1555.